# Surinam en los Juegos Olímpicos de Tokio 2020
Surinam estuvo representado en los Juegos Olímpicos de Tokio 2020 por tres deportistas masculinos que compitieron en tres deportes.
El portador de la bandera en la ceremonia de apertura fue el nadador Renzo Tjon-A-Joe. El equipo olímpico surinamés no obtuvo ninguna medalla en estos Juegos.